# 長井ダム
長井ダム（ながいダム）は、山形県長井市、一級河川・最上川水系置賜野川（おきたまのがわ）に建設されたダムである。
国土交通省東北地方整備局が施工した特定多目的ダムで、既に完成している管野ダムの直下流に建設された。高さ125.5メートルの重力式コンクリートダムで、山形県では屈指の規模を誇るダムである。管野ダムの治水およびかんがい、発電能力の増強に加えて長井市への上水道供給を目的としている。2011年（平成23年）に竣工し、これにより管野ダムは完全に水没した。ダムによって出来た人造湖は、ながい百秋湖（ながいひゃくしゅうこ）と命名されている。

## 沿革
長井市で最上川に合流する置賜野川は、「第一次最上川改定改修計画」に基づき県内では一番目となる河川総合開発事業・「野川総合開発事業」が施工された。そして1953年（昭和28年）に管野ダムが、続く1961年（昭和36年）には木地山ダムが建設され、懸案であった野川流域の治水と、長井市の農地へ安定した用水補給が実現した。
だが1967年（昭和42年）に羽越豪雨が最上川流域を襲い激甚災害に指定される程の壊滅的な打撃を与え、その爪痕が残る中1969年（昭和44年）8月にも集中豪雨が発生。二度に亘って改定された「最上川改定改修計画」は大幅な再変更を余儀無くされた。さらに1973年（昭和48年）には流域を大渇水が襲い、上郷ダム（最上川）の発電が停止した他下流の庄内平野では農業用水の取水能力が平常時の30パーセントにまで落ち込み、流域は一ヶ月以上に及ぶ取水制限を蒙った。こうした相次ぐ水害や渇水を契機に、最上川水系の大規模な総合開発が計画されるようになった。
建設省東北地方建設局（現・国土交通省東北地方整備局）は1974年（昭和49年）3月に「最上川水系工事実施基本計画」を改訂し、最上川上流部において多目的ダムによる洪水調節を計画。既に事業がスタートしている白川ダム（置賜白川）に加え寒河江ダム（寒河江川）を建設し、最上川水系の治水と利水に充てようとした。一方山形県も補助多目的ダム事業を最上川水系の各河川で検討したが、その中で置賜野川で再度のダム計画が浮上した。1976年（昭和51年）4月、山形県は管野ダムの直下流に大規模多目的ダム建設を行うための予備調査を開始した。そして1979年（昭和54年）4月、ダム計画は国庫補助の対象となり正式な補助多目的ダム事業として着手されるに至った。当初「新野川ダム建設事業」として計画されたこのダム事業が、長井ダムの原点にあたる。

## 建設の経緯

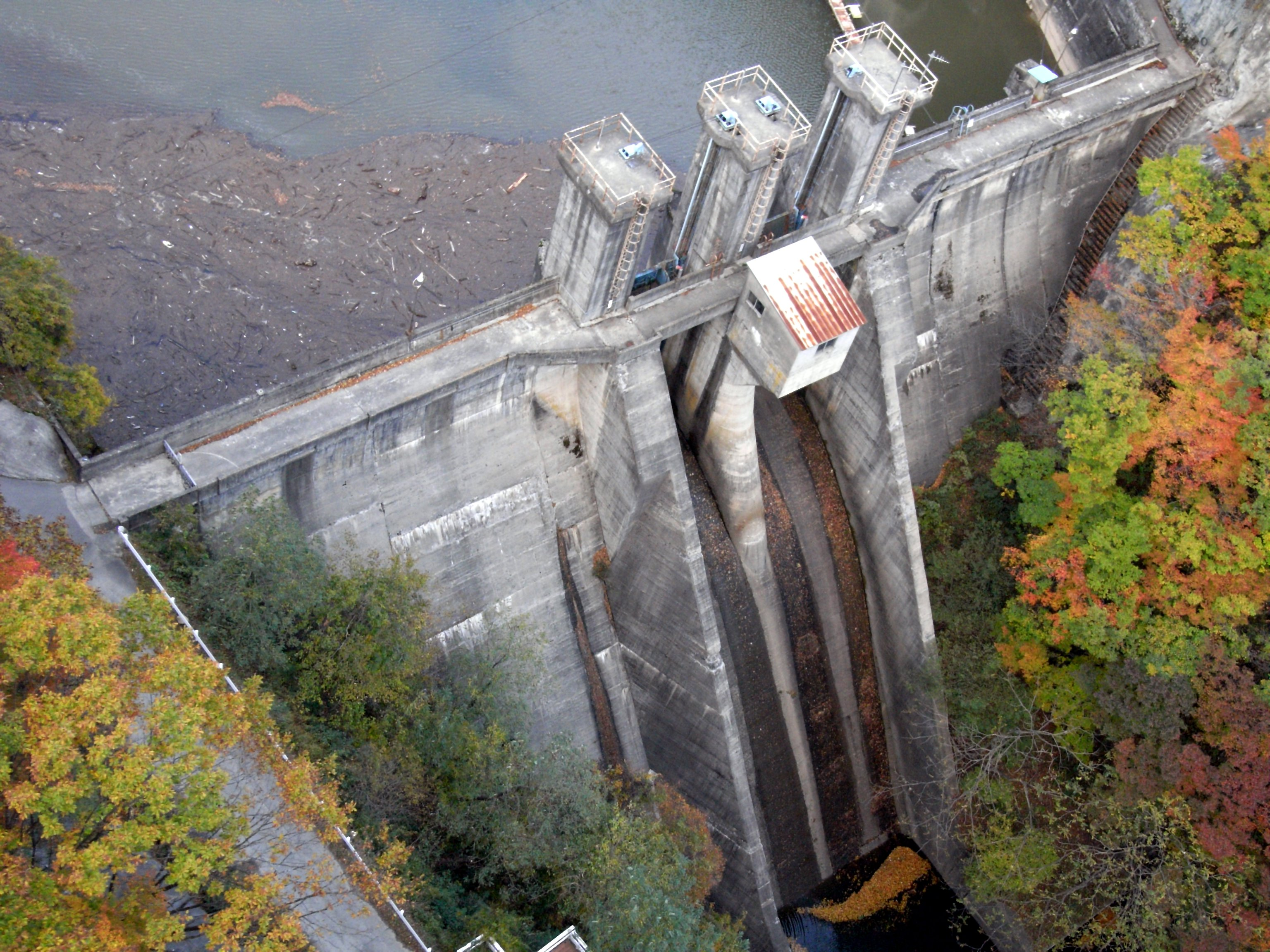
長井ダムに水没する管野ダム（竜神大橋より撮影・2008年11月）。

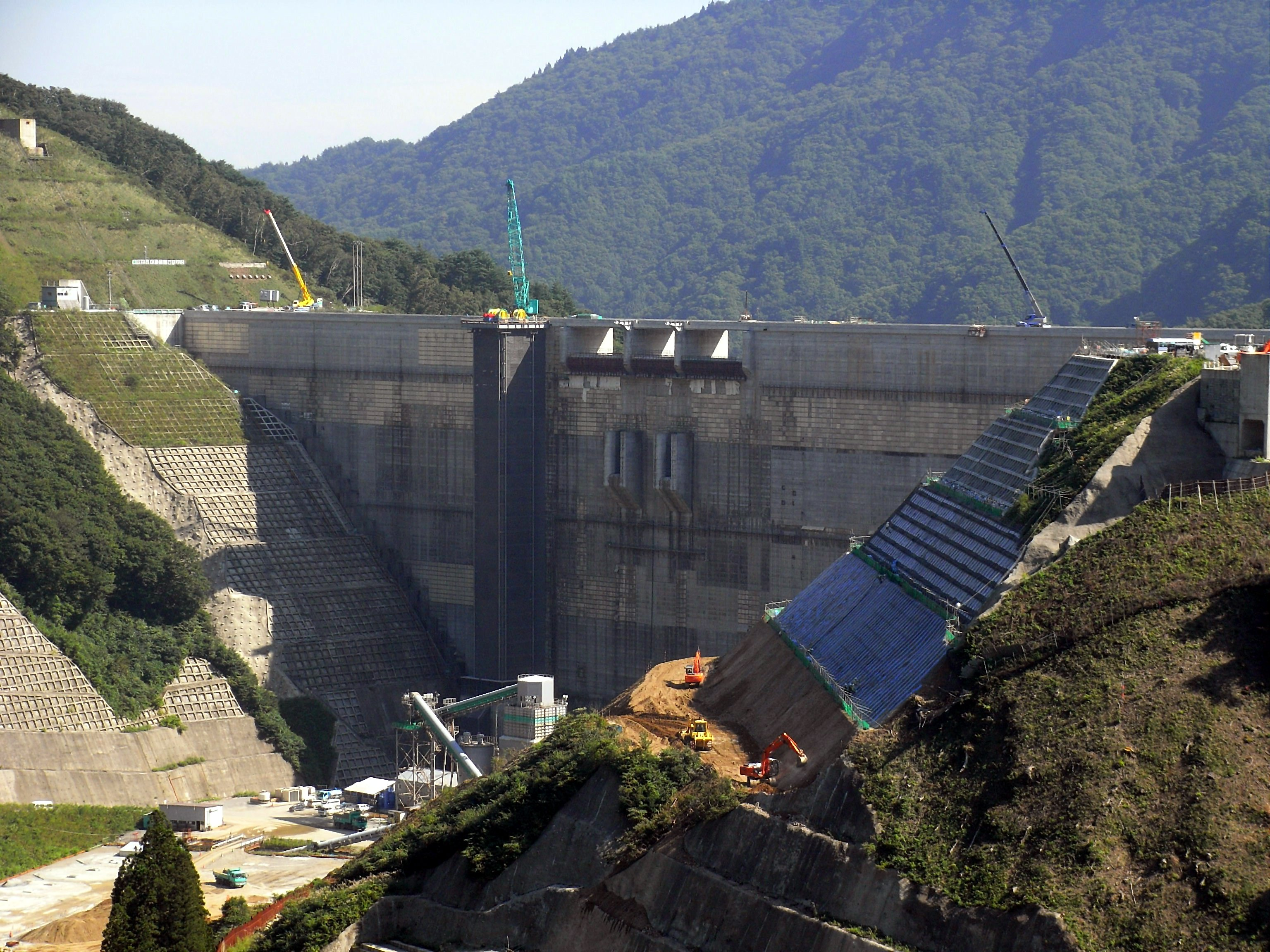
長井ダムの建設（2007年9月）。

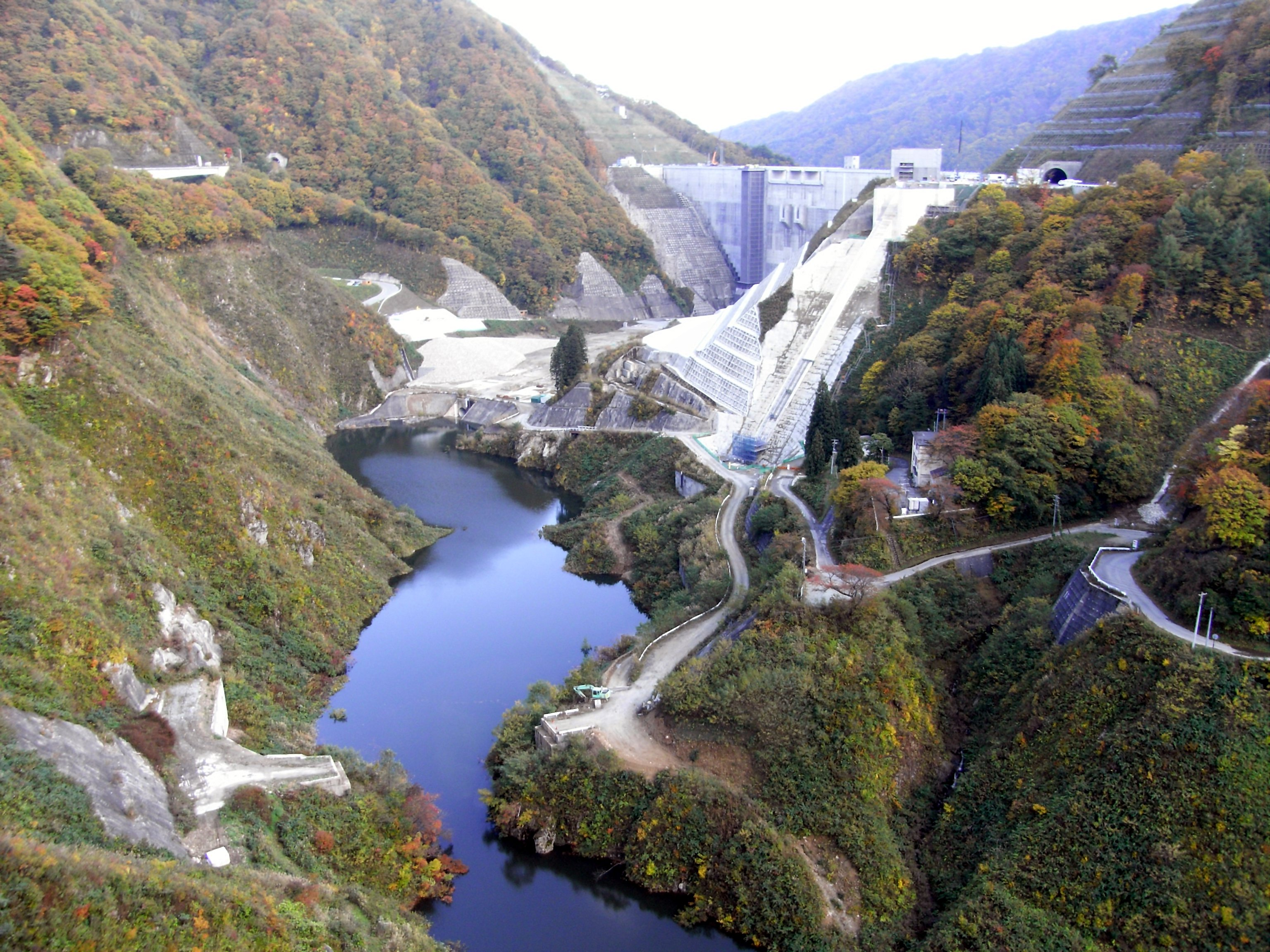
試験湛水が始まったながい百秋湖。山腹の植生部と刈り込み部の境が満水時の水面になる（2008年11月）。

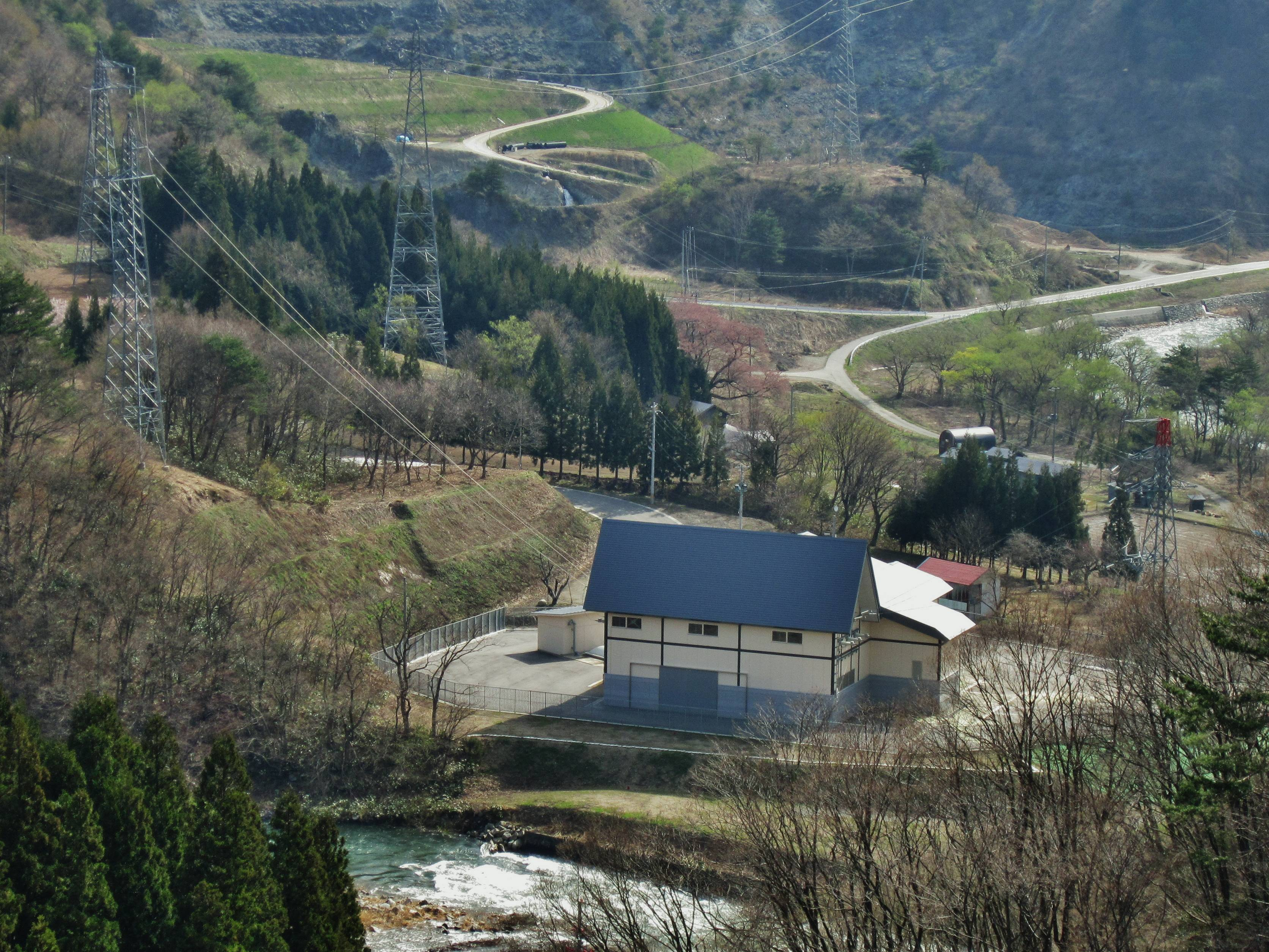
新野川第一発電所

1979年4月に事業採択された「新野川ダム建設事業」であるが、同年7月に名称が現在の長井ダムに改められた。これは「新・野川ダム」である所が「にいのがわダム」と読み間違えられることを考慮した山形県が、長井市に建設されるダムであることから地元の名前を採ったのが理由となっている。その後、「最上川水系工事実施基本計画」の一部改訂が行われ、ダムは最上川治水における重要な施設としての位置づけがなされたことから、1984年（昭和59年）4月に事業主体が山形県から建設省に移管され、以後特定多目的ダム事業として国直轄で施工されることとなった。
事業移管以降建設省による実施計画調査と補償交渉が進められ、1986年（昭和61年）には用地測量のための一筆調査実施が水没者団体と合意したのを皮切りに、1990年（平成2年）8月に水没者との補償交渉が妥結。さらに1997年（平成9年）には最後まで難航していた漁業協同組合との漁業権補償が妥結し、全ての補償交渉が成立した。これを受けてダム工事のための付け替え道路整備や、河道の付け替えを行う転流工が施工された後、2000年（平成12年）より本体工事に着手した。
ダムサイトは冬季には年平均で2メートル以上の積雪がある豪雪地帯に属するため、冬季の間はコンクリート打設を中止せざるを得ず、春から秋に掛けて工事を実施した。2008年（平成20年）にコンクリート打設は終了し、ダムの建設中に川の流れを別な方向へう回させる仮排水路の撤去工事や植生などの周辺整備を進めた。2010年（平成22年）に試験的に貯水を実施する試験湛水が完了。その後試験的に放流を実施、ダム本体や付近の山腹への影響（地すべりなど）が無いことを確認し、2011年（平成23年）3月に完成・運用が開始された。この間2009年、与党となった民主党・前原誠司国土交通相は国直轄48ダムの一時凍結を表明し、その中に長井ダムが含まれていた。翌年の2010年度の完成予定で9割が出来上がっているにもかかわらず、「なぜ今凍結なのか」との関係者の抗議の声が上がり、吉村美栄子知事は「地方の意見を聞くことなく方針を表明したことは遺憾」と反対していた。ほぼ完成しているにもかかわらず凍結対象となったダムとしては長井ダムのほか森吉山ダム（小又川）、尾原ダム（斐伊川）、志津見ダム（神戸川）などがあるが、日本各地のダム所在自治体首長より猛反発が起こり、結局同年12月に本体工事に入っているダムは凍結対象から外され、長井ダムは事業停滞の恐れが無くなった。
ただ、長井ダムの完成に伴い、直上流に建設されている山形県初の多目的ダムとして55年もの間流域の治水・利水に貢献した管野ダムは完全に水没しその姿を消した。かつては竜神大橋からダムを望むことが出来たが、現在は湛水されたためダムの姿を見ることは不可能である。

## 目的
長井ダムは東北地方の国直轄ダムとしては有数の規模を誇るダムである。堤高は当初132.5メートルか156.5メートルのどちらかであったがその後計画が修正され125.5メートルとなった。これは岩手県で建設されている胆沢ダム（胆沢川）の132.0メートルに次ぎ東北地方の直轄ダムでは第二位の高さであり、東北地方の全ダムにおいても奥只見ダム・田子倉ダム（只見川）、胆沢ダムに次いで第四位の規模となる。総貯水容量は5,100万立方メートルと木地山ダムの約7倍強となり、山形県内でも屈指の貯水池を形成する。型式は重力式コンクリートダムである。目的は五つあるが洪水調節、不特定利水、水力発電については管野ダムの機能を増強させ、管野ダムにはなかった目的として新規開墾農地への灌漑と上水道供給が加わっている。
治水目的については置賜野川の計画高水流量である毎秒1,000立方メートルの洪水を毎秒220立方メートルにまで低減させる洪水調節が最大の目的であり、ダム地点では毎秒780立方メートルの洪水がカットされる。また不特定利水については管野ダムの機能を継承して置賜野川沿岸の農地へ慣行水利権分の農業用水補給を行うほか、河川の正常な流量を維持し置賜野川の河川生態系を保護する河川維持放流も目的に入っている。
新たな目的として、野川流域の長井・白鷹地区に加え、コメや野菜、ラ・フランスや佐藤錦に代表されるサクランボといった高級果樹の一大生産地である山形市西部などの最上川中流域や朝日町中郷本田をも含む7,852.9ヘクタールにも及ぶ田畑への灌漑と、管野・木地山ダム建設後人口が増加した長井市へ日量1万立方メートルの飲料水を供給する上水道が加わった。さらに水力発電は、管野ダムが取水源であった野川第一発電所が長井ダム建設によって取水口が水没することに伴い、発電機能を補償する観点で改築しかつ発電能力を増強する目的で山形県企業局管理の新野川第一発電所が建設された。認可出力は旧発電所に比べ約4,000キロワット増強され1万キロワットとなる。

## 環境への配慮
長井ダムは工事期間中環境に配慮した建設が行われている。これは1997年（平成9年）に改正された河川法により環境への配慮が重要な項目として定義されたことや環境影響評価法の制定など、公共事業に対する環境対策の重要性が指摘されたことが背景にある。この他1990年代以降の公共事業見直しの中で公共事業費への厳しい監視が各方面から要求された時代背景がダム工事への配慮に影響している。
ダム本体はRCD工法（Rollar Compacted Dam Concreat Method）で施工された。これはコンクリートの水分を極力少なくして超硬練りとし、薄く層状に打設する工法である。1972年（昭和47年）に山口県の島地川ダムで施工されたのが最初であるが、従来の工法に比べコンクリート使用量を大幅に節減できるため総工費を縮減できることから大規模ダムに次々導入され、長井ダムでも採用された。長井ダムの本体打設の一部区間でのRCD工法は、過去の施工実績等をもとに改良した連続RCD工法と呼ばれる工法で、試験施工が実施された。また防音のために工事用機械や大型ダンプカーの低音仕様、コンクリート工場の防音壁設営が行われた他、粉塵処理のために頻回な散水を行い大気汚染や騒音への対策を講じた。
自然環境への対策としては濁水処理施設を建設し、コンクリート骨材の洗浄に使用した水を完全に処理して置賜野川に放流している。下流において水質が厳重に監視されているが長井市谷地橋地点における5年間の平均BODは0.5～1.3ppmと水質基準の2.0ppmを下回る良好な基準となっている。またダム湖水没予定地において伐採した木については、地域循環型リサイクルを推進する「長井市レインボープラン」に従って堆肥化して長井市堆肥センターへ送られ、市内の農家に肥料として配布されている。この他夜間照明を昆虫が寄り付かないナトリウム灯にすることで同地に棲息が確認されている国蝶・オオムラサキをはじめ昆虫類への配慮を行う他、竜神大橋を始めとする橋梁の欄干などを茶色などの低明度の彩色を使うことで動物への影響に配慮している。

## ながい百秋湖

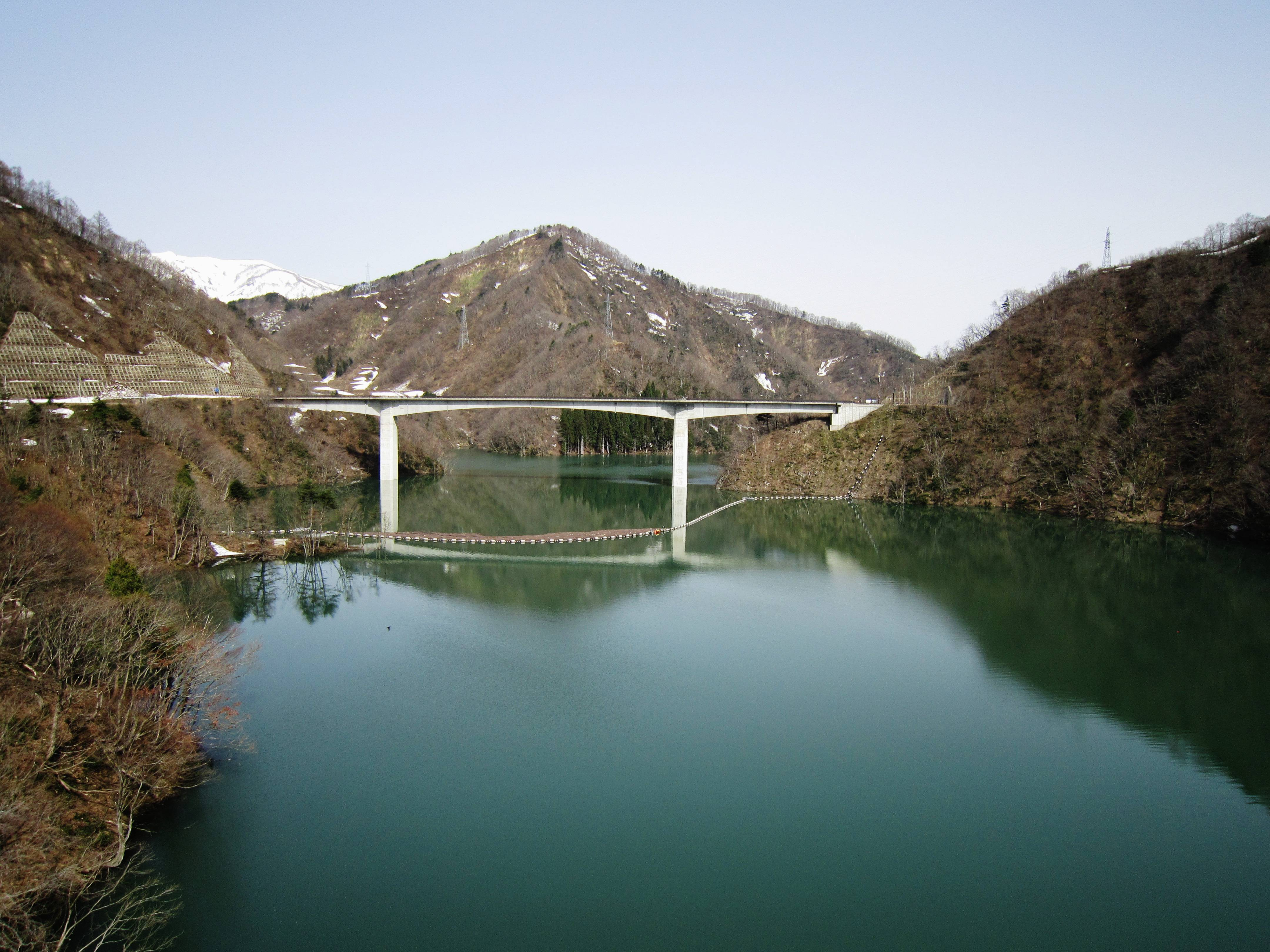
ながい百秋湖

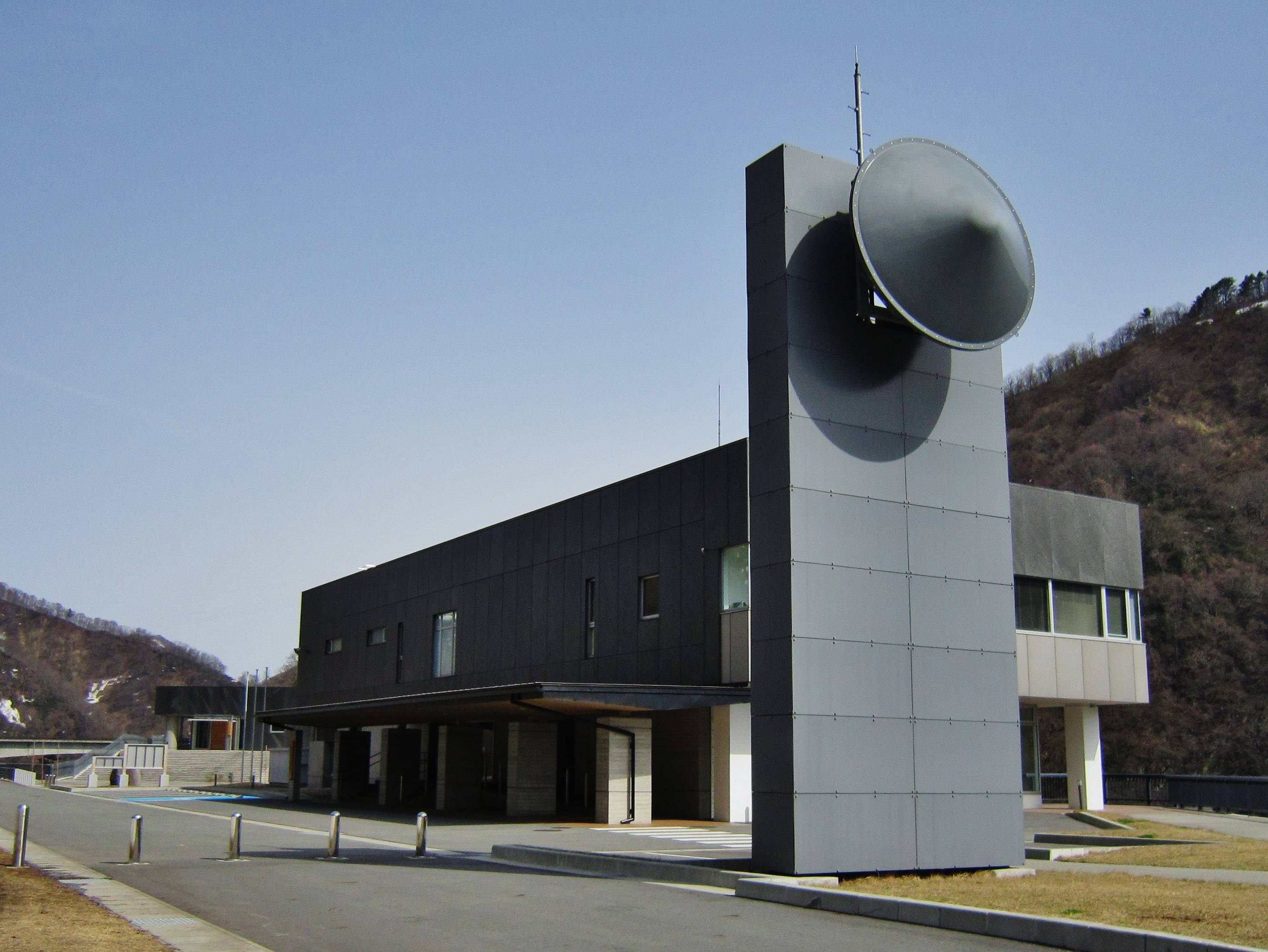
長井ダム管理所

ダム湖は2006年（平成18年）3月25日に一般からの募集によってながい百秋湖（ながいひゃくしゅうこ）と命名された。名前の由来は所在地である長井市の「ながい」と、『古事記』の一節である『豊葦原之千秋長五百秋之水穂』から採った「百秋」に因んでいる。この語句の意味は『稲穂の実る美しい日本が、五百年も千年も続いて欲しい』であり、いつまでも長井の地域が美しい風景を保って欲しいという願いを込めて命名されている。通常人造湖は試験湛水が開始された後に名称が付けられる例が多く、貯水前のダム本体建設中に湖の名称が付けられた例は珍しい。ダム本体の完成後、2009年（平成21年）から2010年（平成22年）にかけて試験的に貯水を行いダム本体や周辺地盤への影響がないか調査する「試験湛水」が行われ、翌2011年（平成23年）3月に竣工、運用を開始した。
ながい百秋湖を中心に上流は木地山ダム、下流は野川第一発電所付近に至るまでの区間を長井市は「長井市観光レクリェーションゾーン整備事業」として整備を行い、自然に触れ合うための環境整備をダム事業と同時に実施している。また、ダム下流には長井ダムインフォメーションセンターとして「野川まなび館」を2002年（平成14年）に開館している。置賜野川の歴史・文化・自然などを通じて長井ダム建設事業への市民の理解を求めるために建設されたが、開館から3年で入場者数が5万人を突破している。ダム完成後に一時休館となったが、その後NPO法人の運営となって再オープンした。
ながい百秋湖周辺は国土交通省の河川空間のオープン化事業で東北地方では初めて都市・地域再生等利用区域に指定されている。民間事業者がオープンカフェや売店などを出店でき、国や都道府県が管理するダムでは全国初の指定となる。紅葉シーズンに遊覧船運航が行われたり、三淵渓谷でのボートツアーなどが行われている。
2022年5月からは、水陸両用車による湖上遊覧も行われるようになった。しかし、2022年8月3日の豪雨の影響で湖面へと通じる管理用道路が崩落するなどの被害を受け、復旧までこれらが運航ができない状況に陥った。

## ギャラリー

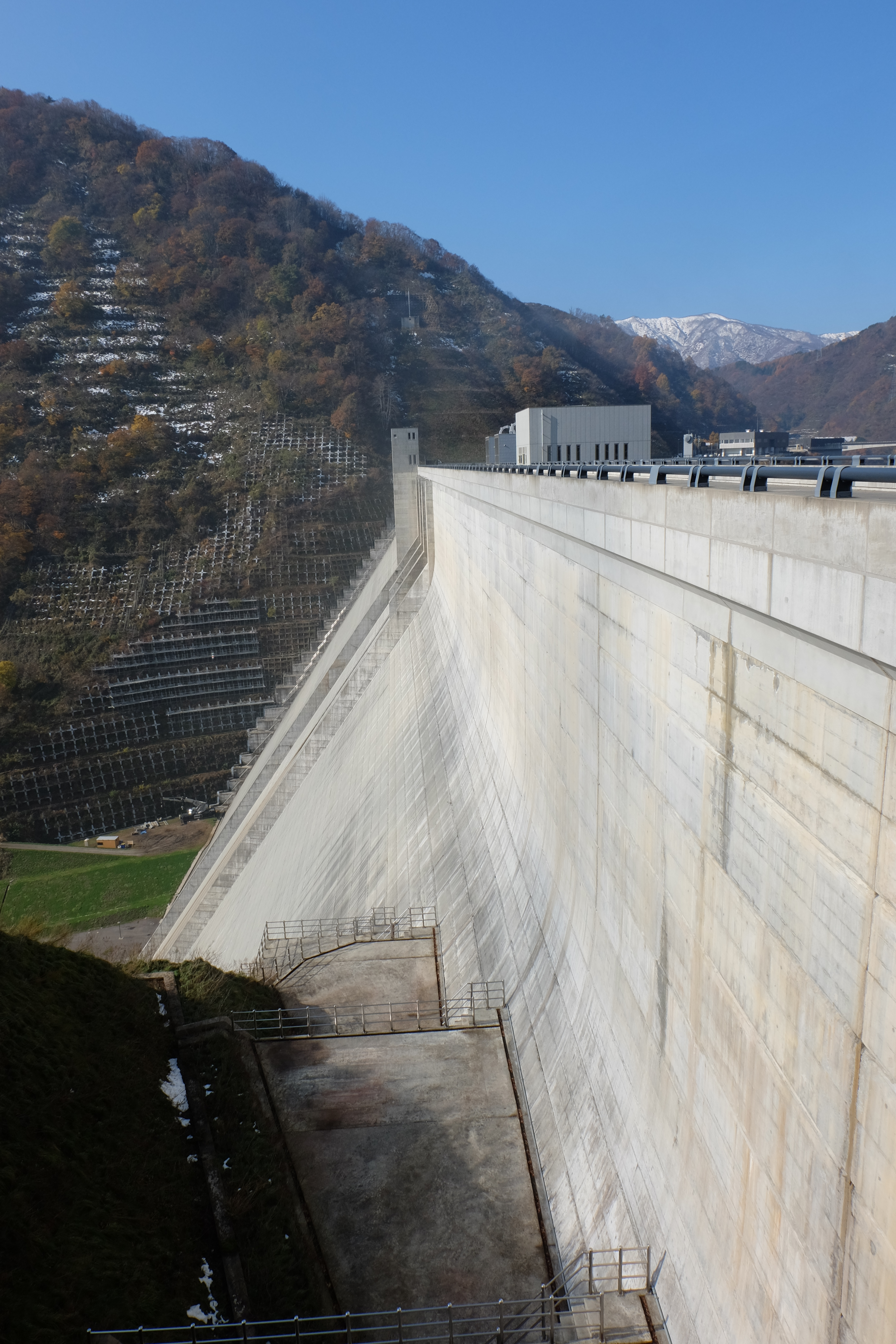
ダム堤体
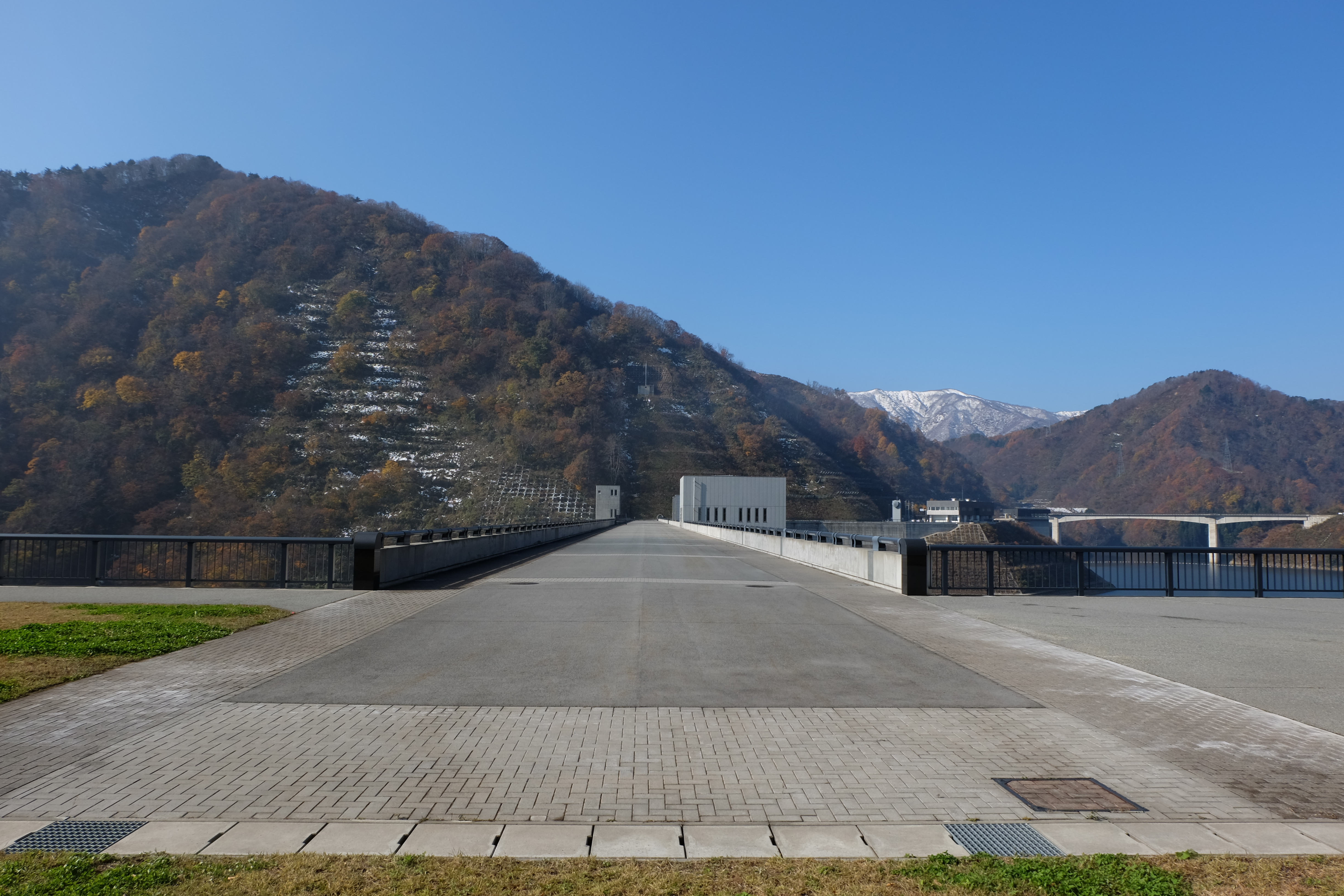
天端は道路になっていて歩くことができる
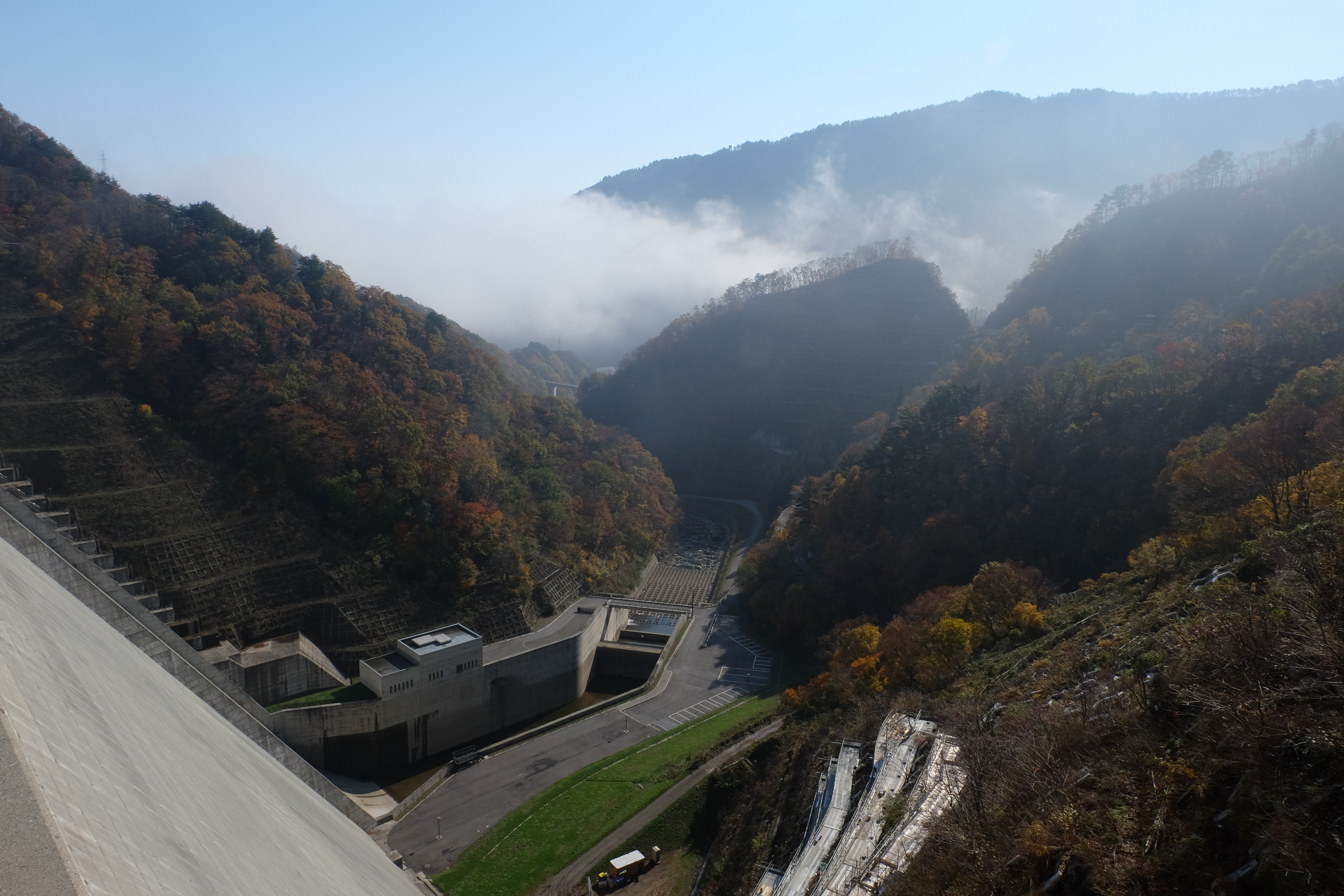
ダム堤体からの眺望
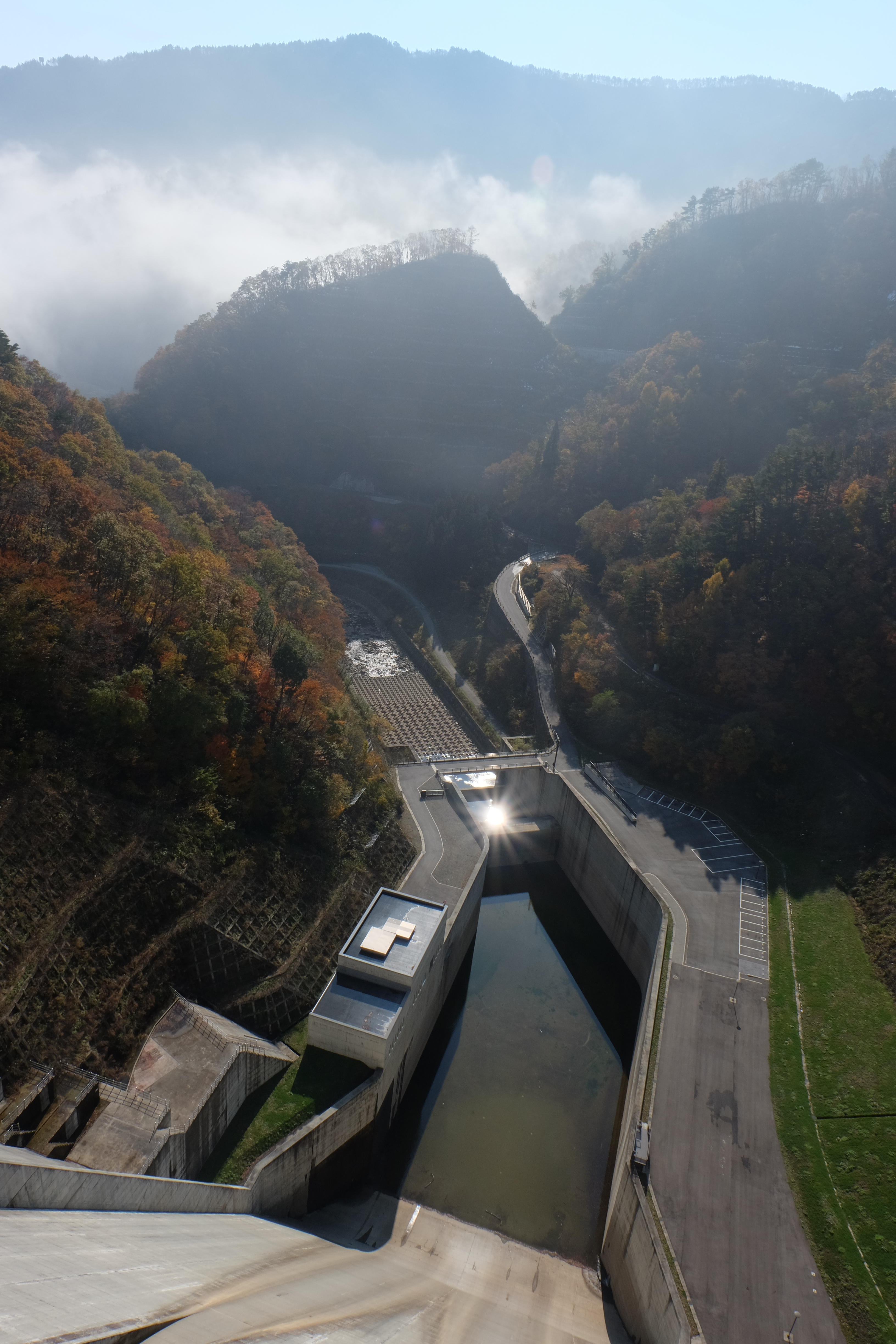
下流の様子
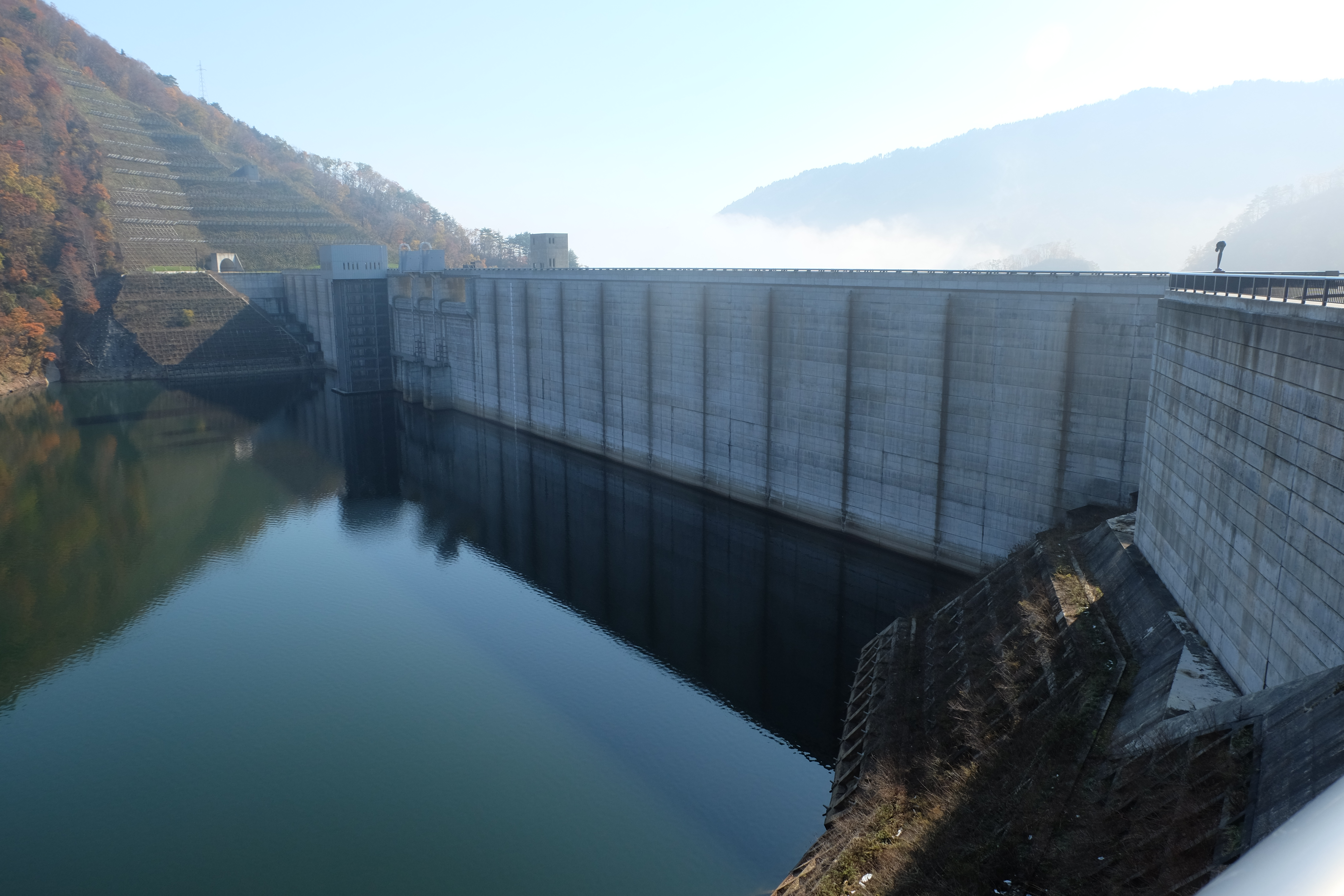
ダム湖側よりダム堤体を望む
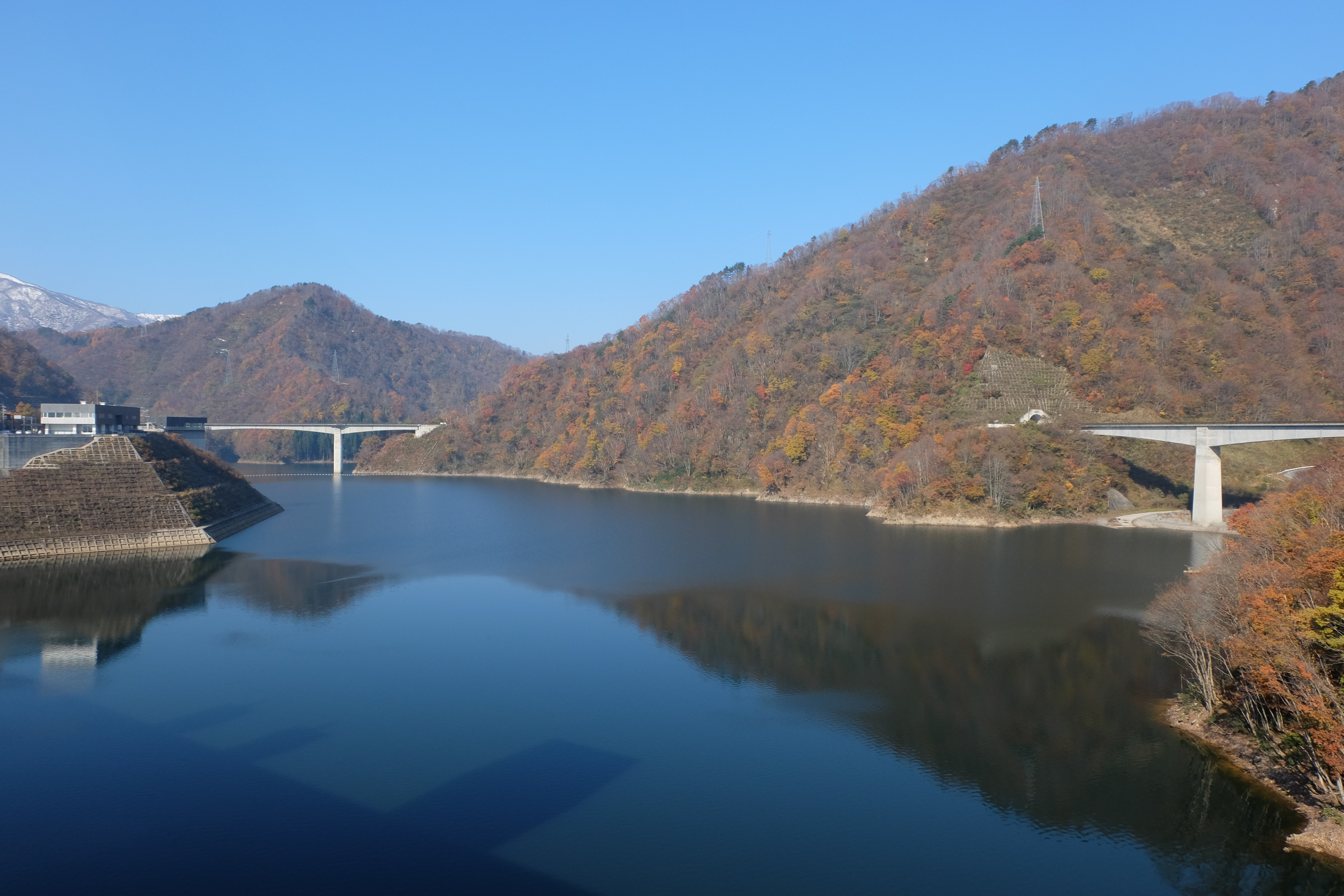
ながい百秋湖